# Philippe Antoine d'Ornano
Philippe Antoine d'Ornano (Ajaccio, 17 gennaio 1784 – Vincennes, 13 ottobre 1863) è stato un generale francese, Maresciallo di Francia.

## Biografia

### I primi anni e la carriera militare sotto Napoleone
Figlio di Lodovico Antonio Ornano e di Isabella Maria Bonaparte, era cugino di Napoleone.
Cominciò la propria carriera militare nel 9º Reggimento Dragoni nel 1799, prendendo poi parte col generale Leclerc alla spedizione di Santo Domingo come suo aiutante di campo. Risparmiato dalla febbre gialla, rientrò in Francia e servì come aiutante di campo del generale Berthier. Servì in Italia durante le Guerre rivoluzionarie francesi (1798 -1799). Partecipò alle campagne napoleoniche dal 1805 in poi, distinguendosi in particolare nella battaglia di Ulma ed in quella di Jena. Venne creato da Napoleone al titolo di conte d'Ornano nel 1808.
Ottenne quindi il comando del 5º Reggimento Dragoni durante la battaglia di Fuentes de Oñoro della campagna spagnola, venendo promosso, dopo una coraggiosa carica, a brigadier generale, uno dei più giovani dell'esercito imperiale francese.
Tornò in Francia e prese parte alla campagna di Russia del 1812. A Borodino fu promosso generale di divisione. Venne ferito nella battaglia di Krasnoi del 18 novembre 1812, venendo ritrovato sul campo di battaglia dal suo aiutante Le Lendemain, e riportato in Francia.

Stemma di Philippe Antoine, Conte d'Ornano

Diventò comandante della cavalleria della Vecchia Guardia e nel 1813, alla morte del maresciallo Jean-Baptiste Bessières, accompagnò Napoleone nel sud della Francia sino all'imbarco di quest'ultimo per l'isola d'Elba.

### La Restaurazione
Pur essendo cugino di Napoleone, scelse di non seguirlo in esilio ed accettò di controvoglia il comando dei dragoni di Francia durante la prima restaurazione, ma tornò a servire sotto le bandiere di Napoleone al suo ritorno dei cento giorni. Rimasto gravemente ferito al petto nel corso di un duello col generale Bonet, non ebbe alcun comando effettivo nel corso della campagna del Belgio.
Arrestato il 20 novembre 1815 per aver preso parte all'insurrezione assieme al maresciallo Ney, venne liberato un mese dopo e costretto all'esilio dai Borboni dapprima in Inghilterra e poi in Belgio.
All'inizio del 1813, aveva incontrato Maria Walewska, una delle principali amanti di Napoleone, durante il suo soggiorno a Parigi. Si innamorò perdutamente della nobildonna polacca, le fece una corte assidua e le propose di sposarlo, ma Maria era ancora innamorata dell'imperatore e sposata religiosamente col conte Anastase Walewski e pertanto rifiutò la richiesta. Alla morte del marito nel 1815, complice la partenza di Napoleone per Sant'Elena, si dimostrò più favorevole al progetto matrimoniale del generale d'Ornano.
Il 7 settembre 1816, nella cattedrale dei santi Michele e Gadula di Bruxelles, sposò infine Maria Walewska. La coppia si installò a vivere a Liegi. Malgrado i consigli dei suoi medici, Maria insistette per voler allattare comunque suo figlio Rodolfo, nato nel 1817 da quest'unione. La coppia successivamente rientrò a Parigi dal momento che Maria, già fiaccata dalle sue problematiche di salute, insistette per voler morire in Francia. Questo fatto provò profondamente l'Ornano che non si volle più risposare dopo la morte della moglie.
Riprese servizio attivo nel 1828, quando ricevette un posto all'École spéciale militaire de Saint-Cyr. Nel 1830, con la Monarchia di Luglio, gli fu conferito il comando della 4ª Divisione a Tours. Due anni dopo soffocò le rivolte in Vandea, dopodiché fu nominato Pari di Francia. Nel 1848 fu a capo della 14ª Divisione sino alle dimissioni per motivi di salute.

### Maresciallo di Francia

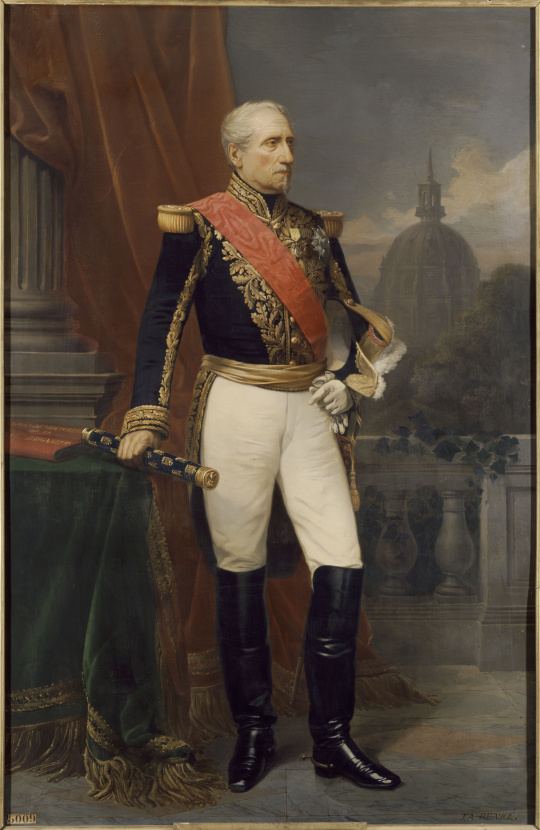
Filippo Antonio, conte d'Ornano, maresciallo di Francia (1784-1863), ritratto di Jean-Adolphe Beaucé del 1863.

Il 7 gennaio 1849 d'Ornano fu eletto all'Assemblea Nazionale per il dipartimento dell'Indre e Loira (dove possedeva il castello di Branchoire a Chambray-lès-Tours).
Partigiano della politica di Luigi Napoleone Bonaparte, sostenne fermamente anche in Francia la causa della Prima Repubblica Romana, affinché questa ricevesse aiuti dalla repubblica francese, prendendo infine parte al colpo di stato del 1851 che pose sul trono Napoleone III. Con la proclamazione del Secondo Impero napoleonico, entrò al Senato, e ricevette la Gran Croce dell'Ordine della Legion d'Onore. Dopo la morte di Rémi Joseph Isidore Exelmans fu nominato Gran Cancelliere dello stesso Ordine. Nel 1853 divenne governatore dell'Hôtel des Invalides e Napoleone III lo nominò Maresciallo di Francia il 2 aprile 1861.
Morì a Vincennes il 13 ottobre 1863 e venne sepolto a Les Invalides. Il suo nome figura sull'Arco di Trionfo a Parigi. Con decreto imperiale del 2 marzo 1867 gli venne intitolata una via della capitale francese, il Boulevard Ornano.

## Matrimonio e figli
Philippe Antoine d'Ornano sposò nel 1816 Maria Walewska, già amante di Napoleone, che morì un anno più tardi, e dalla quale ebbe un figlio:
- Rodolphe Auguste d'Ornano (9 giugno 1817-1865), sposò Aline Élisabeth de Voyer d’Argenson; ebbe discendenza